# Ceres (tłuszcz)
Ceres – handlowa nazwa twardego tłuszczu jadalnego, otrzymywanego w procesie chemicznego utwardzania olejów roślinnych, np. rzepakowego, sojowego, słonecznikowego lub kokosowego. W przeciwieństwie do margaryny nie zawiera wody, ma barwę białą lub kremową. Nie ma zapachu. Może być stosowany do smażenia lub pieczenia, nie nadaje się do smarowania pieczywa. Jest wykorzystywany do produkcji margaryny.